# Marie de Liron d'Airoles
Pour les articles homonymes, voir Liron d'Airoles.
Marie de Liron d'Airoles, née le 29 juin 1884 à Saint-Hilaire-sur-Benaize et morte le 25 juillet 1945 dans la même localité, est une infirmière française de la Société de secours aux blessés militaires (SSBM), militante de la Ligue patriotique des Françaises, fondatrice et présidente de l'Union catholique des services de santé et des services sociaux (UCSS) et du Comité international d'étude des associations catholiques médico-sociales (Ciciams). 

## Biographie

### Jeunesse
Le père de Marie, Tony d'Airoles, était parisien issu d'une vieille famille cévenole, apparentée au père d'Alzon, fondateur des Augustins de l'Assomption. Son frère aîné Georges a suivi la carrière d'inspecteur des Finances. Les parents de Tony lui achètent un domaine de 200 hectares dans la Brenne, dans la commune de Douadic, le château du Pin. Tony se marie dès son arrivée avec Jeanne de Chergé, qui habitait le manoir de Saint-Hilaire-sur-Benaize. M. de Chergé était magistrat, il a donné sa démission en 1852 puis a vécu retiré sur ses terres. Marie a un frère, Roger, né en 1880, mais qui meurt à 4 ans de méningite, et une sœur, Jeanne née le 15 août 1886.
Marie évolue dans une famille profondément catholique engagée dans les combats contre la laïcité. Sa tante maternelle, Marie de Chergé, entre dans la congrégation des Auxiliatrices du Purgatoire, fondée par Eugénie Smet, à laquelle un lien de parenté attachait les Chergé. Son ordre religieux l'affecte d'abord à Montmartre, puis à Liège, en Belgique, enfin, en 1892, elle fonde la maison de New York, en 1903 celle de Saint Louis, en 1905 celle de San Francisco. Elle meurt en Chine le 9 février 1913. Marie de Liron d'Airoles est aussi apparentée à la sainte Mère Élisabeth Bichier des Anges.
Marie et Jeanne sont instruites par leur mère, paralysée à la suite d'une hystérectomie, jusqu'à l'âge de 10 ans.
La jeunesse de Marie se passe au côté de sa sœur unique dans le vaste domaine agricole de la Brenne, dans l'Indre.
M. d'Airoles achète une villa (la villa Caroline) à Dinard, où la famille passe l'hiver. Marie et Jeanne y étudient dans une école religieuse. A Dinard, Marie et Jeanne ont des amis anglais et bretons, une bande de garçons et de filles qui profitent d'une liberté toute britannique. Par ailleurs, elle est à Dinard lorsque se pratique l'expulsion des congrégations. Elle est au côté de son père, résistant convaincu. L'été, elles retrouvent des cousins et des amis au château du Pin.
Marie et Jeanne font de longs séjours à Paris chez leur oncle Georges d'Airoles, nommé sous-gouverneur de la Banque de France, où elles goûtent à la vie mondaine parisienne. 
À 18 ans, Marie fait son « entrée dans le monde ». C'est une charmante jeune fille aux cheveux couleur de miel. Ses yeux sont clairs et son regard papillonnant (elle est très myope). A cette époque elle a une idylle avec un jeune homme qui la déçoit énormément et qui la conforte dans l'idée de rester célibataire et de s'engager dans les œuvres catholiques. Les huit enfants de sa sœur Jeanne à qui elle prodigue amour et gâterie constituent pour elle une vraie famille.
À Paris, elle fait le catéchisme dans le quartier Mouffetard, où elle a ses premiers contacts avec les milieux populaires.
Elle laisse sa sœur suivre seule les cours de la Croix-Rouge à la veille de son mariage en 1912 avec le vicomte Félix de Poix.
 

### Engagements de jeune fille catholique
Après des études secondaires dans des institutions religieuses, elle rejoint le tiers ordre des Filles de Marie. Elle milite de façon très active à la Ligue patriotique des Françaises (LPDF) fondée sous la présidence de la baronne Reille et elle en devient une des conférencières à l'âge de 20 ans. Elle s'habitue ainsi à parler en public. 
Avec un médecin ami et une amie anglaise, Miss Hopkins, elle organise en 1911 à La Bourboule un petit sanatorium pour de jeunes ouvrières. Une année, elle les emmène en Suisse à Gstad.
Marie crée des œuvres dans la commune de Douadic, dont son père est devenu maire : soins aux malades, petites classes aux enfants des hameaux, bibliothèques populaires, conférences d'hygiène éducative et sociale, fondation de groupes de la Ligue patriotique des Françaises. De 1911 à 1914, elle organise des colonies de vacances au Mont-Dore, où la famille achète une maison (la Chantade) qu'elle transforme en sanatorium. 

### Engagements patriotiques pendant la guerre
Infirmière volontaire en 1914, formée sur le terrain par la Société de secours aux blessés militaires (SSBM), ses différentes expériences et les personnes qu'elle côtoie la font évoluer vers un travail de terrain avec les professionnelles de la santé.
À la déclaration de guerre, en 1914, Marie prend un poste d'infirmière (SSBM) à l'hôpital temporaire, annexe de l'hôpital du Blanc. Avec sa bicyclette et son appareil photographique, Marie fait le tour des fermes et des châteaux pour faire envoyer aux pères mobilisés des photos de leur famille.
Marie part pour Paris pour soigner des soldats. Elle est logée chez une amie rue Scipion, près des Gobelins. En janvier 1915, atteinte de la grippe, elle passe quinze jours au Blanc. 
Marie, quand elle voit un malade à l'article de la mort, fait prévenir l'aumônier. Un infirmier dans son service est un jeune prêtre professeur au séminaire de Tours, l'abbé Saulquin, il sera plus tard l'un des premiers aumôniers de l'UCSS.
Le 25 décembre 1916, elle est au Pin. À la fin de 1916, son père Tony d'Airoles décède. Au Blanc, l'ambulance ferme. Marie demande à se rapprocher du front. Le 31 décembre, elle est affectée à Amiens à l'hôpital 106, situé dans le lycée de garçons. Elle y part avec Mme Vignais. À Amiens, on exige qu'elle passe le diplôme simple de la Croix-Rouge. Elle travaille dans un service de mécanothérapie où elle fait des massages. Elle écrit à ses parents qu'il faut qu'elle impose le respect par « la supériorité de [son] éducation et de [ses] connaissances professionnelles ». 

## Naissance et développement de l'UCSS
Fin juillet 1921, Marie d'Airoles rassemble un cercle d'une vingtaine d'infirmières catholiques venues d'horizons divers, autour du nom de Geneviève Hennet de Goutel. Ce cercle devient l'embryon d'une association professionnelle : l'Union catholique des services de santé (UCSS) qu'elle fonde en 1923, et qui devient dix ans plus tard l'Union catholique des services de santé et des services sociaux (UCSS). Elle préside l'UCSS jusqu'à sa mort.
L'UCSS rassemble des infirmières et des infirmières-visiteuses catholiques pour approfondir leur foi et leur réflexion sur leur profession. Elle s'emploie au regroupement des forces exclusivement catholiques. Marie d'Airoles a développé la conception professionnelle selon laquelle : « pour être une bonne soignante, la vocation, la foi et la capacité d'obéissance priment sur la formation ». Pour elle, le personnel médico-social doit rester dans une position subalterne par rapport au médical qui lui fournit un cadre d'action, tandis que le catholicisme lui fournit un cadre de pensée. Pour diffuser son message, l'association implante des groupes dans toutes les villes, organise des rencontres.
À partir de 1925, chaque année, des journées d'étude nationales réservées aux infirmières-visiteuses sont organisées, qui rassemblent beaucoup de professionnelles. De brillants conférenciers viennent y parler : citons le Dr René Biot (1899-1966), animateur du Groupe lyonnais d'études médicales, philosophiques et biologiques. Le directeur général est le chanoine Pierre Gerlier (1880- 1965) et l'aumônier général l'abbé Guérin, puis se succèdent comme directeurs généraux le chanoine Stanislas Courbe et l'abbé Guérin. En 1923, l'UCSS est hébergée à la Maison des œuvres, 175, boulevard Saint-Germain, à Paris. 

### Siège social de l'UCSS à Paris
Puis, en 1927, Marie d'Airoles achète un terrain et fait construire un immeuble pour abriter l'association au 16, rue Tiphaine, à Paris dans le XVe arrondissement. L'association y reste jusqu'à sa dissolution en 1997.
L'association publie deux revues aux tirages conséquents: le Bulletin de l'Union catholique du personnel des services de santé (mensuel de 1925 à 1942) et les Pages documentaires (bimensuel de 1930 à 1939).
Les effectifs de l'association connaissent une croissance régulière. L'UCSS compte 3 000 adhérentes en 1926, 7000 en 1930, 12000 en 1935, 14000 en 1939. Elle atteint là son nombre maximum d'adhérentes, qui décroît après 1950. 

### Opposition des «neutres»
L'UCSS rencontre l'opposition de deux associations professionnelles qu'elle qualifie de « neutres » bien qu'elles soient fondées toutes deux par des femmes catholiques : l'Union des auxiliaires sociales (UAS) par Andrée Butillard et Aimée Novo, et l'Association nationale des infirmières diplômées de l'État français (Anidef) créée en 1925 par Léonie Chaptal. 

### Organisation du Congrès international du service social de 1928
C'est en 1927 que le Dr René Sand, citoyen belge conseiller de la Ligue des sociétés de Croix-Rouge, décide d'organiser à Paris la première Conférence internationale du service social, grande manifestation de l'après-guerre à propos du social, du 1er au 13 juillet 1928. La Ligue, financée par des fonds américains, concurrence vivement la Croix-Rouge internationale, domiciliée à Genève, beaucoup plus imprégnée de confessionnalisme. Pour organiser la conférence, le Dr Sand s'est d'abord adressé à des individualités représentatives du service social, laissant de côté les grandes organisations charitables confessionnelles. Puis, quand il se tourne vers les institutions et organisations, il privilégie les « neutres » au détriment des confessionnelles. Ce n'est qu'en novembre 1927, alors que toute l'organisation de la conférence est déjà arrêtée, que le Dr Sand prend contact avec les milieux catholiques en la personne du Belge Isidore Maus, directeur général de l'Office de la protection de l'enfance au ministère de la Justice à Bruxelles, et vice-président de Caritas catholica Belgica. Ce dernier, inquiet et contrarié, contacte les responsables catholiques français, Jacques Guérin de Vaux, Jérôme Poindron et Marie d'Airoles. Ces derniers décident de réagir et d'abord de regrouper les forces confessionnelles (catholiques, protestantes et israélites) pour faire pièce aux « neutres ».
Ce n'est qu'en mai 1928, à Bâle, qu'est décidée la création d'un Secrétariat catholique des œuvres destiné à fonctionner à Paris pour regrouper, aider, orienter les participants catholiques à cette conférence. C'est à Marie d'Airoles et à l'UCSS que l'archevêché de Paris confie la responsabilité de ce Secrétariat. Il fournit une ligne de conduite aux participants : être présent mais ne pas se fédérer avec d'autres œuvres non catholiques.
Marie suit la naissance de Caritas catholica en juillet 1924 à l'occasion du Congrès eucharistique international d'Amsterdam. 

### Comité international d'études des associations catholiques médico-sociales (Ciciams)
En septembre 1930, à la conférence de Caritas catholica de Bâle, Marie d'Airoles prend la tête d'un groupe qui décide de la création d'une association internationale d'infirmières catholiques, regroupant des hospitalières, des visiteuses, des travailleuses sociales, des surintendantes, et qui prend le nom de Comité international d'études des associations catholiques médico-sociales (Ciciams). Elle se heurte à Andrée Butillard, qui ne veut pas de regroupement de travailleuses sociales dans le Ciciams. Cette dernière considère que rapprocher le travail social du travail infirmier le dévalorise.
Entre 1933 et 1937, Marie d'Airoles est élue présidente du Ciciams. En 1933, l'UCSS réunit son premier congrès à Lourdes, première manifestation internationale des infirmières catholiques, dans le diocèse de Mgr Gerlier, fondateur de l'UCSS. Ce congrès a lieu en même temps que celui de l'ICN organisé par Léonie Chaptal. Le second congrès a lieu à Londres, en terre protestante anglo-saxonne, en 1937. L'UCSS a passé sous silence dans sa presse en 1932 la naissance du diplôme d'État d'assistante sociale.
Par contre, en 1938, elle commente abondamment la nouvelle formation médico-sociale qui fusionne celles d'infirmière visiteuse et d'assistante sociale. Les nouvelles assistantes sociales doivent suivre une première année d'études d'infirmière, la seconde année étant consacrée à leur formation sociale. L'UCSS a réussi à imposer sa vision médico-sociale contre celle du social pur. 

### Syndicalisation du personnel
À propos de la syndicalisation du personnel de santé, Marie d'Airoles est encore en désaccord avec Andrée Butillard. En 1926, contre l'avancée de la Confédération générale du travail (CGT) dans les hôpitaux, Marie contacte Andrée Butillard pour qu'un syndicat commun soit créé. Sa démarche échoue, l'UCSS développe seule un syndicat, la Confédération française des travailleurs chrétiens (CFTC), auquel sont affiliées automatiquement les adhérentes de l'UCSS. Ce mouvement syndical du personnel médico-social connaît une certaine ampleur numérique mais ne mène guère d'actions revendicatives. 

### L'UCSS et les ordres religieux soignants
Marie d'Airoles prend contact avec les ordres religieux soignants et la hiérarchie religieuse afin de les alerter sur la nécessité d'organiser une formation correspondant au diplôme d'État créé dans les années 1920, pour les religieuses des ordres soignants.
En 1933, sous son impulsion est créée une union pour coordonner les actions de formation des membres des congrégations religieuses. Cette union donne naissance en 1957 à l'Union des religieuses des congrégations d'action hospitalière et sociale (Uncahs). 

## Décoration
Marie d'Airoles a été reçue plusieurs fois en audience privée par le pape. Elle obtient la plus haute distinction que l'Église accorde à une femme : la croix Pro Ecclesia et Pontifice. Très patriote, elle reste mobilisée pendant la Seconde Guerre mondiale, ce qui épuise ses dernières forces. 

## Empreinte de Marie d'Airoles sur les services médicaux sociaux
La part active que prend Marie d'Airoles à la création du Secrétariat catholique des œuvres pendant la Conférence de 1928 permet de regrouper les œuvres catholiques après 1945 dans l'Union nationale interfédérale des organismes privés sanitaires et sociaux (Uniopss).
Marie d'Airoles a réussi, avec l'UCSS, à constituer un important mouvement catholique de professionnelles. Elle a défendu avec acharnement ses convictions catholiques quant aux conceptions professionnelles d'infirmière et d'assistante sociale. Fine stratège, elle a su rallier à elle les œuvres privées catholiques, et même un temps les communautés religieuses soignantes. Une telle concentration de pouvoirs ne pouvait que se déliter à sa disparition.
Grâce à la fondation du Ciciams elle a su habilement transposer sur la scène internationale les oppositions qu'elle rencontrait en France, mais cela ne les a pas affaiblies : c'était sans compter avec la pugnacité de ses adversaires, Andrée Butillard (qui fonde l'Uciss) et Léonie Chaptal (avec l'ICN). Marie d'Airoles a indéniablement marqué de son empreinte l'entre-deux-guerres. 

## Archives
- Archives du ministère de la Santé, bureau des infirmières (1925-1938) et comptes rendus du Conseil de perfectionnement des écoles d'infirmières et de service social (1928-1938)
- Archives de Paris et de l'ancien département de la Seine, série D. X6.
- Archives de l'UCSS, de la Repsa et de l'Uniopps.